# Maurits Meerloo
Maurits Meerloo, in de Verenigde Staten Morris Meerloo, (Den Haag, 25 juni 1847 – New York, 20 augustus 1909) was een Nederlands altviolist.
Hij was zoon van koopman Samuel Eliazer Meerloo en Hanna van Limburg. 
Hij kreeg zijn opleiding aan de Haagse Muziekschool van Hoffmann en Jean Baptiste Buziau (viool) en Carel Wirtz en Johann Lübeck (piano). Na de opleiding werd hij altviolist bij de Franse Opera in Den Haag, in 1869 gevolgd door de aanstelling bij de Duitse Opera in Rotterdam. Er volgen jaren dat Meerlo van orkest naar orkest gaat, het orkest van Benjamin Bilse in Berlijn, een orkest in Warschau en terug naar Rotterdam. Hij speelde toen opnieuw in een opera-orkest, een kamermuziekensemble en was muziekonderwijzer aan de “Vioolschool” aldaar. In 1876 bevond hij zich in Parijs bij het orkest van de Opéra-Comique, kwam in 1881 terug in Rotterdam, werd altviolist bij Eruditio en vioolleraar aan de muziekschool.

Hij bevond zich enige tijd in Mexico, werd aldaar oprichter van de Nederlandsche Vereeniging, maar eindigde in de Verenigde Staten, te weten New York. Hij ligt daar begraven op Mount Zion Cemetery in de buurt Maspeth van het stadsdeel Queens, alwaar op zijn graf door vrienden een gedenksteen werd geplaatst met de tekst: 
Aan de nagedachtenis aan Maurits Meerlo, geboren te ’s Gravenhage, Overleden te New York. Zijn Hollandsche vrienden
Van hem zijn enkele composities bekend, zoals Regrets (opus 1) en Romance (opus 2), aangevuld met enkele werken voor de viola d'amore.